# Eftekasat
Eftekasat (ar. افتكاسات) – egipski zespół muzyczny, wykonujący muzykę jazzu orientalnego. Zespół powstał pod koniec 2001 roku, a już w lutym wystąpił w Festiwalu Jazzowym w Cairo Jazz Club. Eftekasat otrzymał pozytywną ocenę od krytyków, którzy chwalili zespół za łączenie różnych gatunków muzycznych.
Eftekasat jest jednym z niewielu zespołów muzycznych, którym udało się osiedlić na scenie muzycznej w tak krótkim czasie.

## Historia
Amro Salah i Samer George poznali się w Centrum Kultury Francuskiej, kiedy to Samer wykonywał piosenki zespołu The Beatles. Obaj zaprzyjaźnili się, lecz dopiero podczas pobytu w Bahrajnie, gdy poznali Amra Khairy'ego, znanego perkusisty w 1996 roku rozpoczęły się pierwsze pomysły stworzenia zespołu. Wtedy "trójka" zagrała koncert w 5-gwiazdkowym klubie jazzowym "Magical Blue Moods". Jednak po powrocie do Egiptu "trójka" zaprzestała mieć wspólne inspiracje muzyczne i każdy poszedł w swoją stronę muzyczną. 
W 2001 roku do "trójki" dołączył Hany Badry, który grał na ney. Wtedy to też powstał zespół, a już w 2002 zaczęli zdobywać popularność, głównie dzięki Festiwalowi Jazzowemu w Cairo Jazz Club. Podczas festiwalu do grupy dołączyła wokalistka, Hany Adel. Po festiwalu do grupy dołączył perkusista, Hany Bedair. Zespół został też zaproszony na Międzynarodowy Festiwal Jazzowy w Bansko w Bułgarii. Później zespół zaczął dawanie koncertów w talk showu Mo'taza El Demerdasha wraz z wokalistką Amr Yehia oraz na festiwalach w wielu państwach arabskich.
W styczniu 2006 roku zespół nagrał swoją pierwszą płytę pt: Mouled Sidi El-Latini. Album został dystrybuowany na cały świat oraz za pośrednictwem iTunes.
Eftekasat w 2008 zostali zaproszeni na Kartagiński Festiwal Jazzowy, gdzie zespół miał przyjemność występowania z takimi osobliwościami jak: Gilberto Gil, Maria João, Mário Laginha, William Parker, Dhafer Youssef, Gino Paoli, Jacques Schwarz-Bart czy Murray Head.
Eftekasat regularnie pojawia się w Kairskim Domie Operowym, Bibliotece w Aleksandrii oraz w Cairo Jazz Club.

## Dyskografia
- (2006) Mouled Sidi El-Latini (مولد سيدى اللاتينى)
- (2010) Dandasha

## Członkowie zespołu
- Amro Salah - fortepian, klucz
- Samer George - bass
- Ahmad Hesham - perkusja
- Laith Soliman - ney
- Ousso - gitara
- Hany Bedair - instrument perkusyjny
- Mohamad Medhat - skrzypce

### Byli członkowie
- Amro Khairy "The Mestar" - perkusja
- Hany Badry - ney